# Andalusisch voetbalelftal (mannen)
Het Andalusisch voetbalelftal is een team van voetballers dat de Spaanse regio Andalusië vertegenwoordigt bij internationale wedstrijden. Andalusië is geen lid van de FIFA en de UEFA en is dus uitgesloten voor deelname aan het WK en het EK.

## Bekende spelers
- Sergio Ramos
- Fernando Hierro
- Joaquín
- Isco
- Carlos Marchena
- Jesús Navas
- José Antonio Reyes
- Rafael Gordillo
- José María Callejón
- Antonio Puerta
- Miguel Reina
- Diego Tristán

## Recente uitslagen
| Jaar          | Tegenstander               | Uitslag | Stadion                              |
| ------------- | -------------------------- | ------- | ------------------------------------ |
| december 1999 | Estland                    | 1 - 0   | Granada                              |
| december 2000 | Marokko                    | 2 - 0   | Córdoba                              |
| december 2001 | Tunesië                    | 3 - 3   | Estadio de la Cartuja, Sevilla       |
| december 2002 | Chili                      | 3 - 2   | Estadio La Rosaleda, Málaga          |
| december 2003 | Letland                    | 1 - 0   | Estadio Nuevo Colombino, Huelva      |
| december 2004 | Malta                      | 0 - 0   | Ramón Sánchez Pizjuán, Sevilla       |
| december 2005 | China                      | 4 - 1   | Estadio Ramón de Carranza, Cádiz     |
| december 2006 | Israëlisch-Palestijns team | 3 - 1   | Estadio de la Cartuja, Sevilla       |
| december 2007 | Zambia                     | 4 - 1   | Estadio Chapín, Jerez de la Frontera |
| juni 2013     | Madrid                     | 1 - 2   | Campo de Fútbol de Vallecas, Madrid  |

1 CONCACAF-lid · 2 geassocieerd CAF-lid · 3 geassocieerd OFC-lid · 4 geassocieerd AFC-lid